# Pic dels Aspres
Pic dels Aspres je hora v Pyrenejích, na hranicích Andorry a Španělska. Dosahuje nadmořské výšky 2562 m n. m. Nejbližší město je Arinsal v okrsku La Massana.
Dolina na jih od vrcholu je využívána jako lyžařské středisko.